# Eddie Presley
Eddie Presley è un film drammatico del 1992, diretto da Jeff Burr e scritto ed interpretato da Duane Whitaker. Tratto dall’omonimo dramma teatrale dello stesso Whitaker non è mai stato distribuito in Italia.

## Trama
Eddie Presley è il proprietario di una pizzeria che decide di vendere la sua attività per dedicarsi al suo sogno: imitare Elvis Presley. Dopo diversi anni inconcludenti, Eddie finisce col vivere nel suo furgone cercando disperatamente un lavoro. Finalmente trova lavoro in un bar di Hollywood e dopo un errore tecnico, Eddie riesce finalmente a mostrarsi al pubblico per quel grand'uomo di spettacolo che è.

## Edizione DVD
Nel 2004, la 'Tempe Video' ha finalmente distribuito il film negli USA per il mercato DVD, fino a quel momento Eddie Presley si era visto solo a festival, anteprime e in televisione in onda su Sundance Channel. Questa edizione speciale da due dischi include sia la versione vista ai festival e in TV sia il director's cut, tra gli extra un commento audio del regista, del cast, e di molti soggetti che hanno partecipato alle riprese. Contiene inoltre un tributo all'attore Lawrence Tierney.

## Curiosità
- Il film è tratto dall’omonimo spettacolo teatrale scritto ed interpretato da Duane Whitaker, messo in scena a Los Angeles.
- Quentin Tarantino e Bruce Campbell compaiono in un breve cameo come infermieri del manicomio.
- In Pulp Fiction di Quentin Tarantino (1994), Duane Whitaker interpreta Maynard, uno degli stupratori di Marsellus Wallace (Ving Rhames). Nel film, poco prima della famigerata scena, l'attore Peter Greene gli domanda se è mercoledì o giovedì. In Eddie Presley gli veniva fatta la stessa domanda.